# Ořechovka

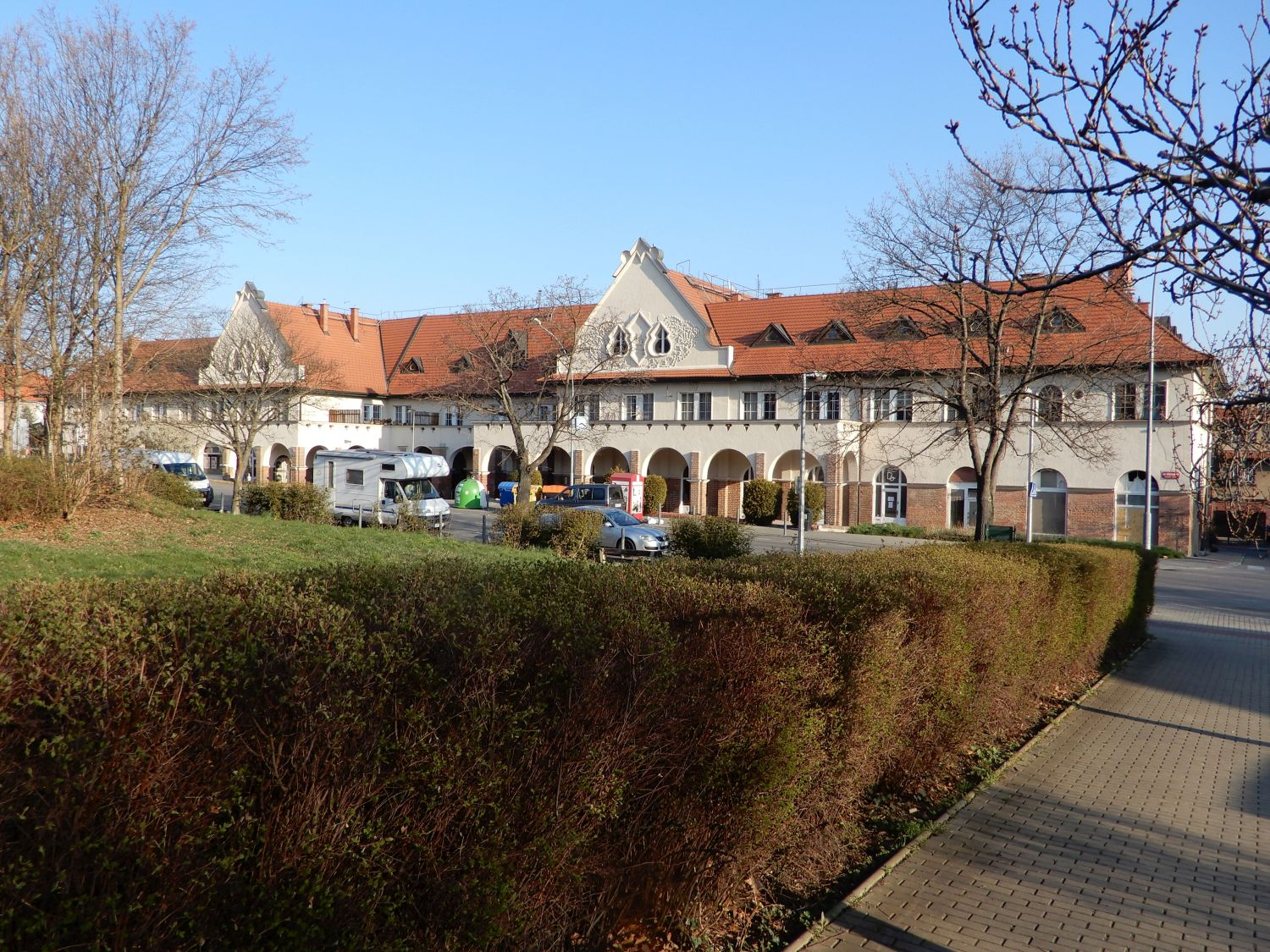
Ořechovka, park a Východní ulice

Ořechovka (dříve Vořechovka, německy Nußgarten) je spolu s Hanspaulkou jednou z nejznámějších a nejstarších pražských zahradních a vilových čtvrtí. Je součástí pražské čtvrti a katastrálního území Střešovice. Centrální dvojdům (ústřední budova) a přilehlé vily byly vystavěny v letech 1919–1929 podle návrhů architektů Jaroslava Vondráka a Jana Šenkýře. Další stavby vyrostly podle urbanistického plánu podél páteřní komunikace Cukrovarnické, ve které byla vysazena platanová alej. Vily i řadové dvojdomky navrhovali různí architekti až do roku 1938.

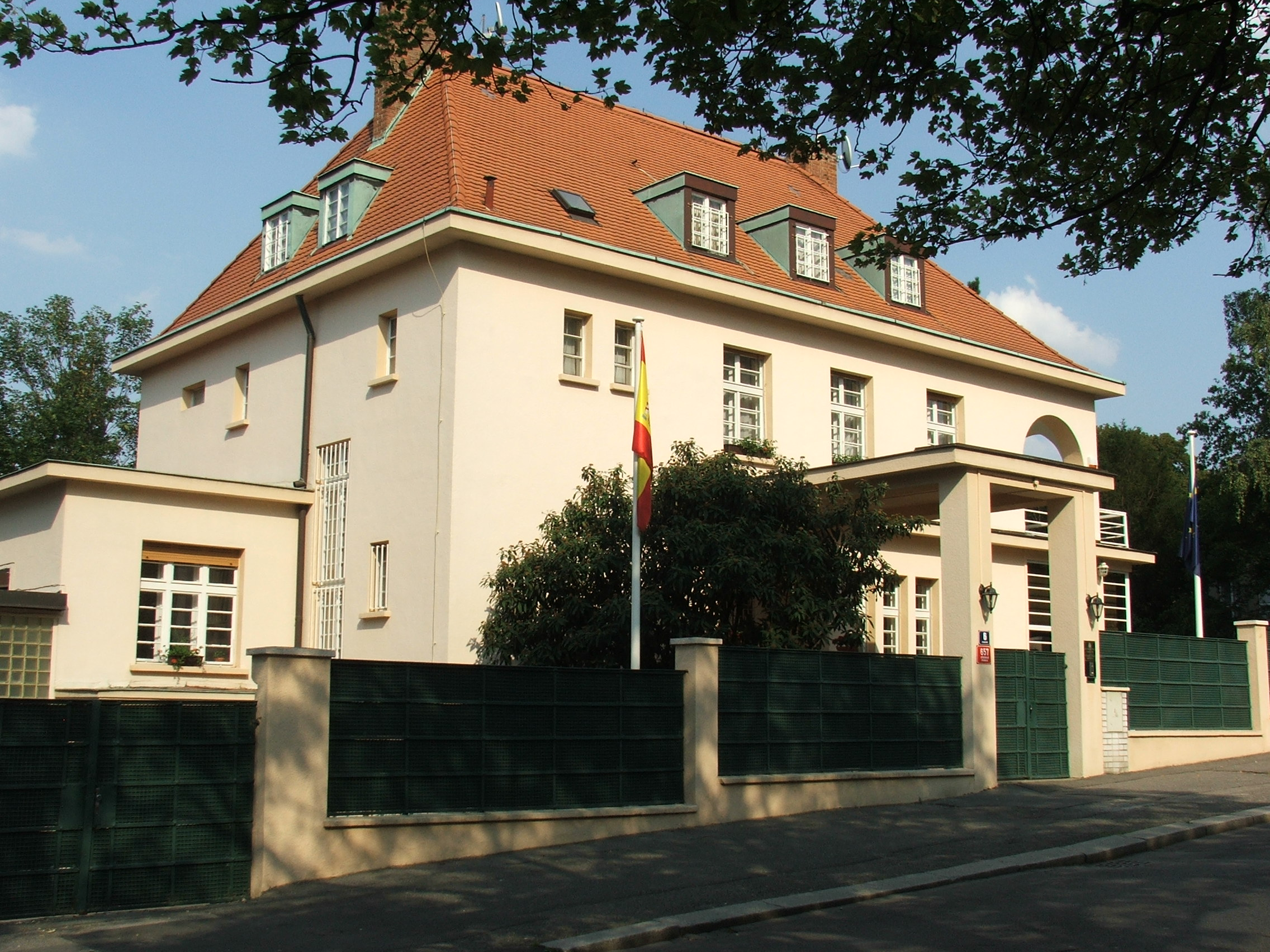
Bývalá rezidence španělského velvyslanectví, Pevnostní ulice

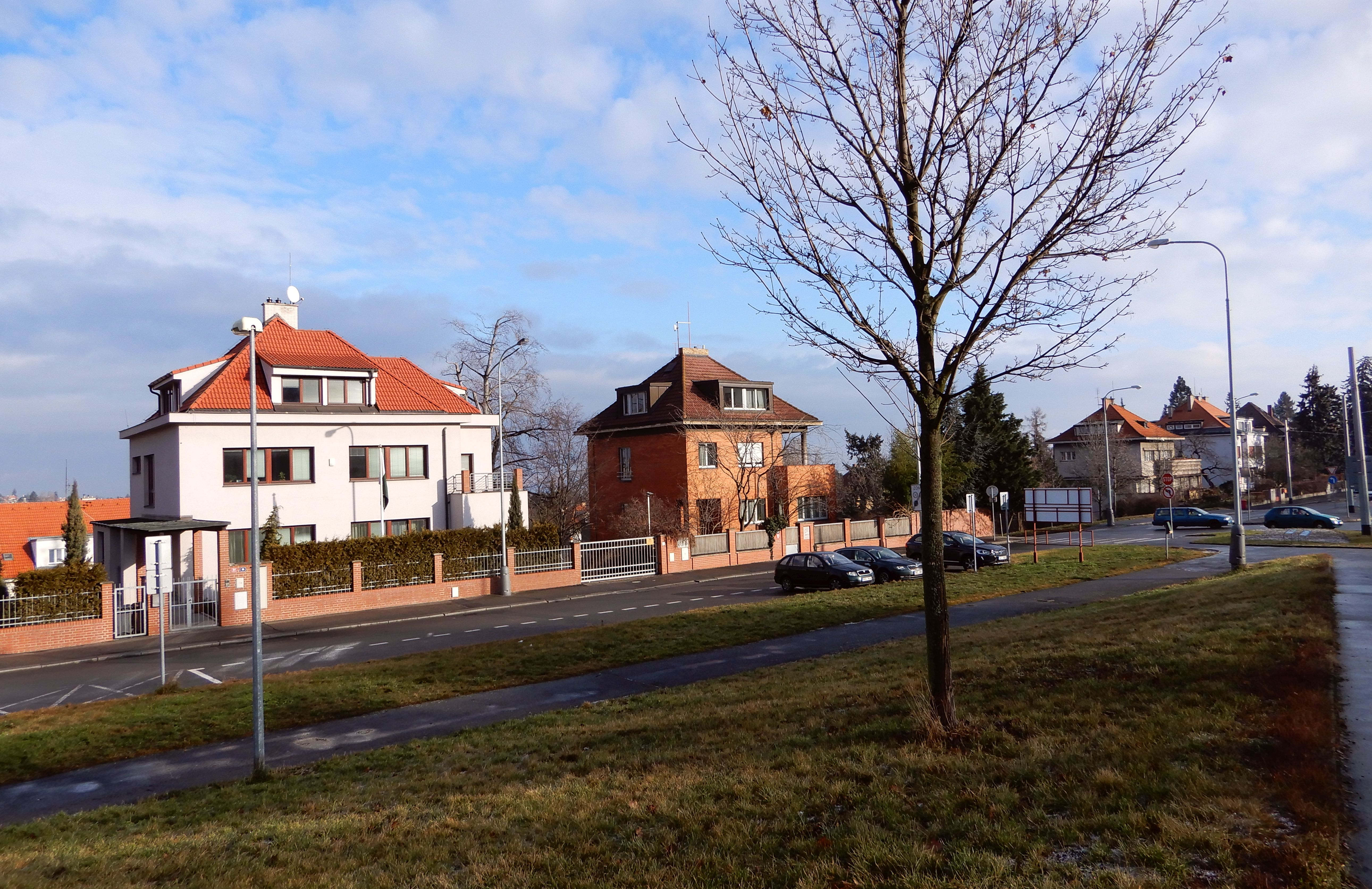
Pákistánské velvyslanectví a vila malíře Miloslava Holého

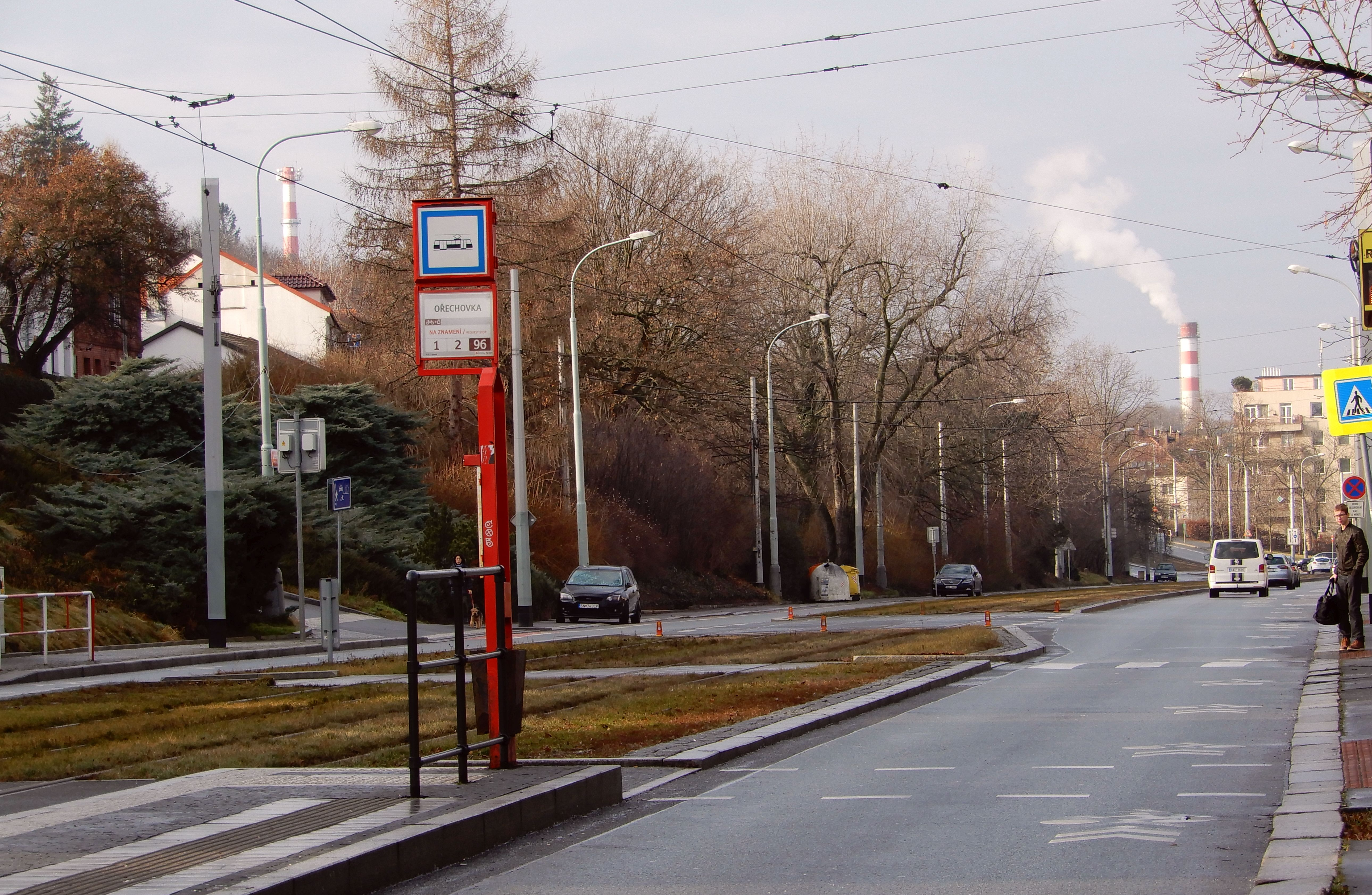
Tramvajová zastávka Ořechovka, Střešovická ulice

## Název
Na místě dnešní čtvrti Ořechovka dříve ležela takzvaná Bořkova zahrada, kterou nechal vystavět Jan Kryštof Bořek roku 1710. Zahrada byla zbudována ve francouzském stylu a nalézal se v ní i letní barokní zámeček. Lidově pak byla nazývána Bořekovka, z čehož později vznikl název Vořechovka. V době výstavby vilové čtvrti se pak kolem roku 1920 postupně začíná ujímat spisovná forma od Vořechovky – Ořechovka.

## Historie
Oblast Ořechovky, stejně jako podstatnou část Střešovic, od konce 12. století vlastnil premonstrátský Strahovský klášter. V místech, kde se nyní rozkládá vilová čtvrť Ořechovka, byly tehdy polnosti a vinice. K výsadbě vinic zde (severně od Starých Střešovic) docházelo především v průběhu 16. století.
Roku 1709 odkoupil několik místních zpustlých vinic šlechtic Jan Kryštof Bořek. Ten za ně zaplatil 2000 rýnských zlatých se závazkem platit nadále Strahovskému klášteru roční "pronájem". Jan Kryštof Bořek roku 1710 na místě zpustlých vinic na trojúhelném půdorysu založil nádhernou zahradu ve francouzském stylu s barokním zámečkem dle návrhu Jana Jiřího Aichbauera. Zahrada se zámečkem byla nazývána Bořkova zahrada, německy též der Borschekische Garten.
Barokní zámeček stával v dnešní dolní (severní) části Ořechovky, zřejmě v místech dnešních vojenských objektů v Dělostřelecké ulici. Celý objekt zahrady se zámečkem byl zničen roku 1742 při Válce o rakouské dědictví. V zámečku se opevnila francouzská armáda, která byla ostřelována rakouským dělostřelectvem od kostela sv. Matěje v oblasti dnešní Hanspaulky. Při ústupu 10. srpna 1742 francouzské vojsko zámeček i se zahradou podpálilo. Roku 1747 se pak celý pozemek původní Bořkovy zahrady dostal do rukou státu a byly zde zřízeny dělostřelecké sklady, později i laboratoře. Na ostatních místech dnešní Ořechovky byly nadále polnosti. Roku 1830 se přes severní okraj území začala stavět trať Buštěhradské dráhy, vycházející z dejvického nádraží. Její poloha byla v té době však jižněji, než leží dnes.

### Vilová čtvrť

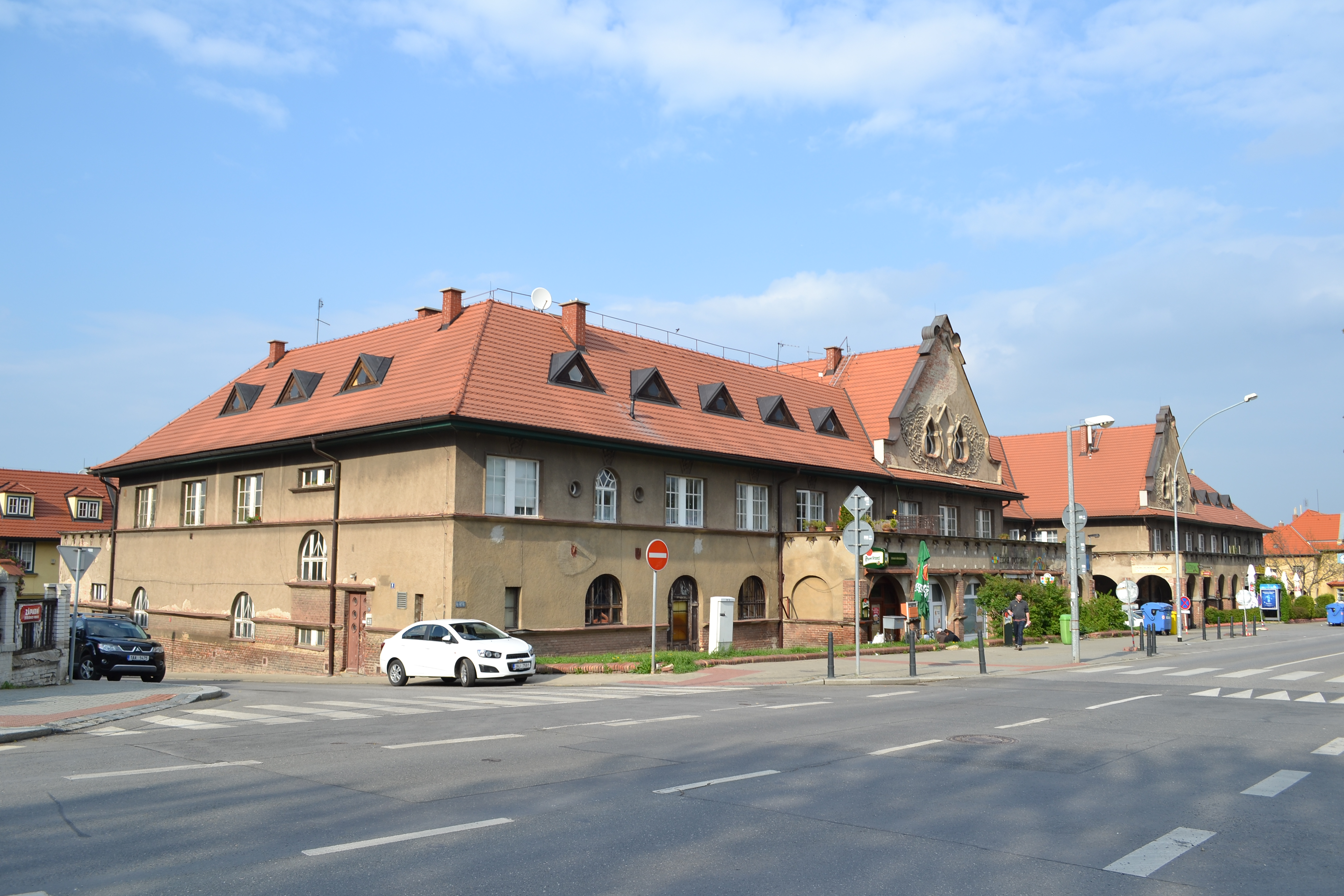
Centrální dvojdům č. p. 250 od architekta Jaroslava Vondráka

Díky vzniku Československé republiky v roce 1918 se stala Praha hlavním městem nového státu. To přineslo především vznik nových státních institucí a masivní stěhování obyvatel do Prahy a přilehlých obcí. S tím souvisela potřeba výstavby nových čtvrtí. Již roku 1919 započalo plánování výstavby nové čtvrti s domky pro úřednictvo. Roku 1922 byly Střešovice společně s dalšími obcemi připojeny k Velké Praze a následně byla také trať pražské tramvaje prodloužena až k parčíku (někdejší šance u bašty hradební zdi opevnění) a na její konečné přistavěna Střešovická vozovna.
Soutěž na projekt nové čtvrti vyhráli architekti Jaroslav Vondrák a Jan Šenkýř. V projektu tzv. zahradního města se inspirovali v Anglii, kde myšlenka zahradních měst vznikla. Tato zahradní města reagovala svým vznikem na nepohledné a nehygienické dělnické kolonie vznikající ve městech díky průmyslové revoluci. Teorii zahradního město vytvořil především anglický úředník Ebenezer Howard, který se snažil řešit proměny průmyslových měst ve zdravější rezidenční město, kde by bylo příjemné nejen pracovat, i žít, odpočívat a rekreovat se. Právě na principech zahradních měst je vyprojektována vilová čtvrť Ořechovka s dostatkem zeleně a příjemná pro trávení volného času. Její výstavbu lze rozdělit celkově do tří etap.

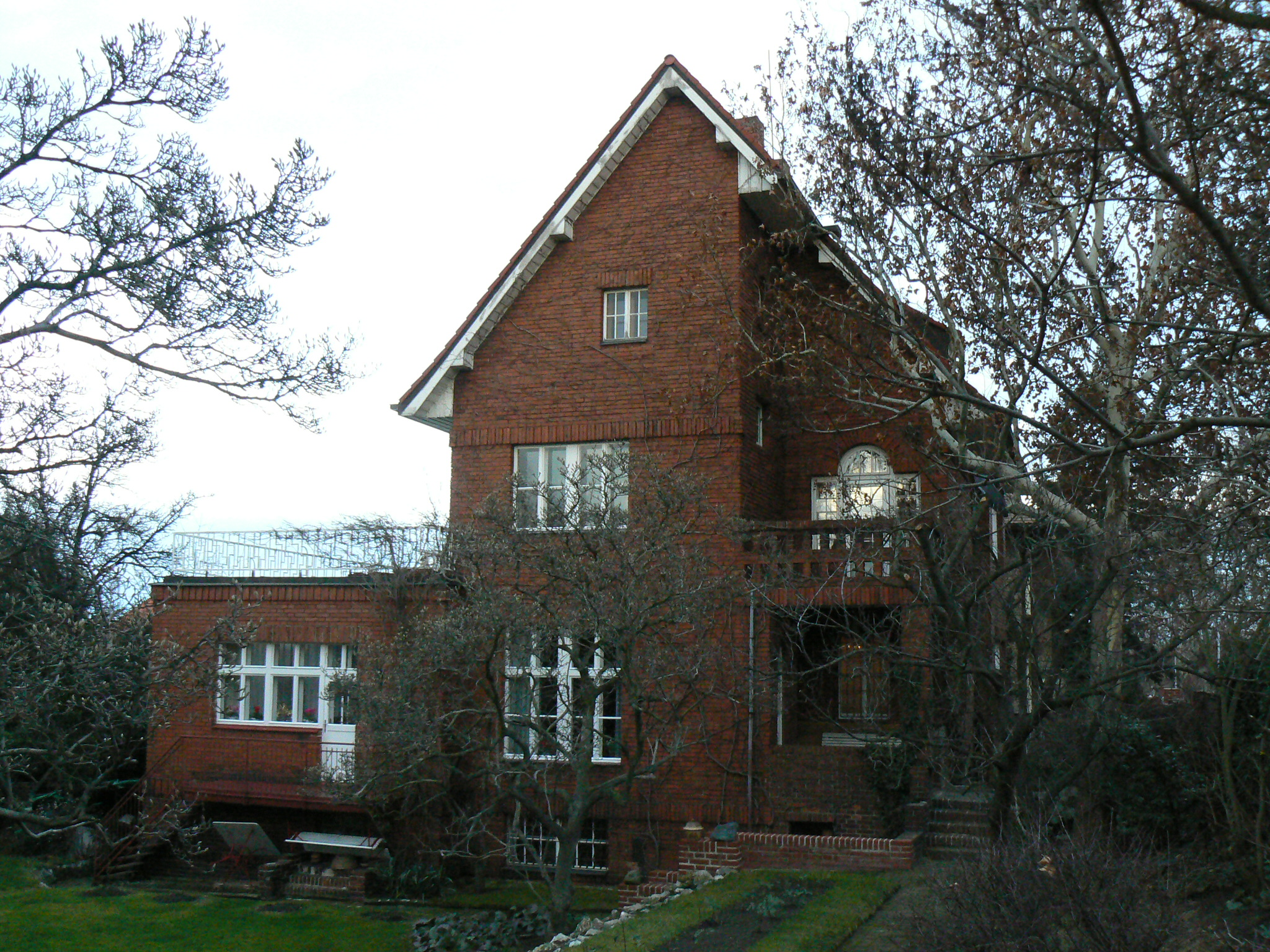
Vila Vincence Beneše od architekta Pavla Janáka v Cukrovarnické ulici

První etapa probíhala mezi lety 1920 a 1923. V této době byly postaveny družstevní vily pro úředníky v severní části Ořechovky. Celkem bylo postaveno 197 domů s 224 byty. Tato zástavba byla stavěna kolem ústřední budovy č. p. 250 od architekta Jaroslava Vondráka. Tato budova se stala obchodním a společenským centrem nové vilové čtvrti. Byla zde umístěna řada obchodů, kino, restaurace, kavárna s vinárnou a ordinace lékařů. V roce 1927 byl společenský význam této budovy ještě zvýšen rozšířením o nový divadelní a taneční sál. Rovněž zde byla pošta, spolková místnost Besedy na Ořechovce a knihovna, kterou vybudoval a spravoval František Fridrich, spolutvůrce knihovnického zákona z roku 1919.
Druhá etapa výstavby probíhala od roku 1923 do roku 1930. Výstavba v těchto letech stoupala především k jihu k hřebeni střešovického kopce. Kromě družstevních domů se stavěly především velké izolované vily podle jedinečných projektů. Do roku 1930 byla již v podstatě celá Ořechovka zastavěna a tak posledním nevyřešeným územím bylo tzv. Hlavní náměstí, které se do 60. let 20. století jmenovalo Na Ořechovce a dnes Macharovo náměstí podle básníka Josefa Svatopluka Machara, který bydlel nedaleko ve vile č. p. 650 v Cukrovarnické ulici. Původně zde měla státi škola, ale obyvatelé Ořechovky prosazovali spíše parkové řešení s tenisovými kurty a zachování volného prostranství. Toto řešení se nakonec občanům z Ořechovky sdruženým ve spolku Beseda na Vořechovce podařilo prosadit. Náměstí na vlastní náklady podle projektu arch. Aloise Dryáka upravili, vybudovali zde tenisové kurty, dětské hřiště i sáňkařské dráhy vytvořené mírným zvýšením terénu. Na závěr byl v parčíku na náměstí postaven ještě roku 1928 pomník střešovickým padlým z první světové války; autorem pomníku je sochař Josef Franěk, pomník je od 5. září 2012 památkově chráněnou kulturní památkou.
Třetí etapa v letech 1930–1939 zahrnovala rozšíření čtvrti především na západ směrem k Veleslavínu. Šlo o výstavbu izolovaných vil směrem ke hřbitovu a k dnešnímu Chládkovu zahradnictví. Tím byla výstavba na Ořechovce v podstatě ukončena a vznikl uzavřený urbanistický celek.
Za zmínku stojí přísná pravidla, kterým výstavba na Ořechovce podléhala. Na každé parcele v družstevní kolonii směl vzniknout pouze jeden jednopatrový domek bez přístaveb a křídel. Suterény směly být stavěny pouze ve svahu. Každý majitel byl povinen dát vydláždit chodník před svým domem mozaikou z malých kostek podle předepsaného vzorníku. Také oplocení pozemků bylo jednotně stanoveno, na podezdívce s průhledným laťovým nebo železným plotem. Mezi jednotlivými zahradami bylo zakázané oplocení z plné hradby. V zahradách u vilek byl zakázán chov domácího zvířectva (kromě psů a koček) a samozřejmě byla ve čtvrti zakázána stavba jakýchkoliv průmyslových objektů.

## Architektura

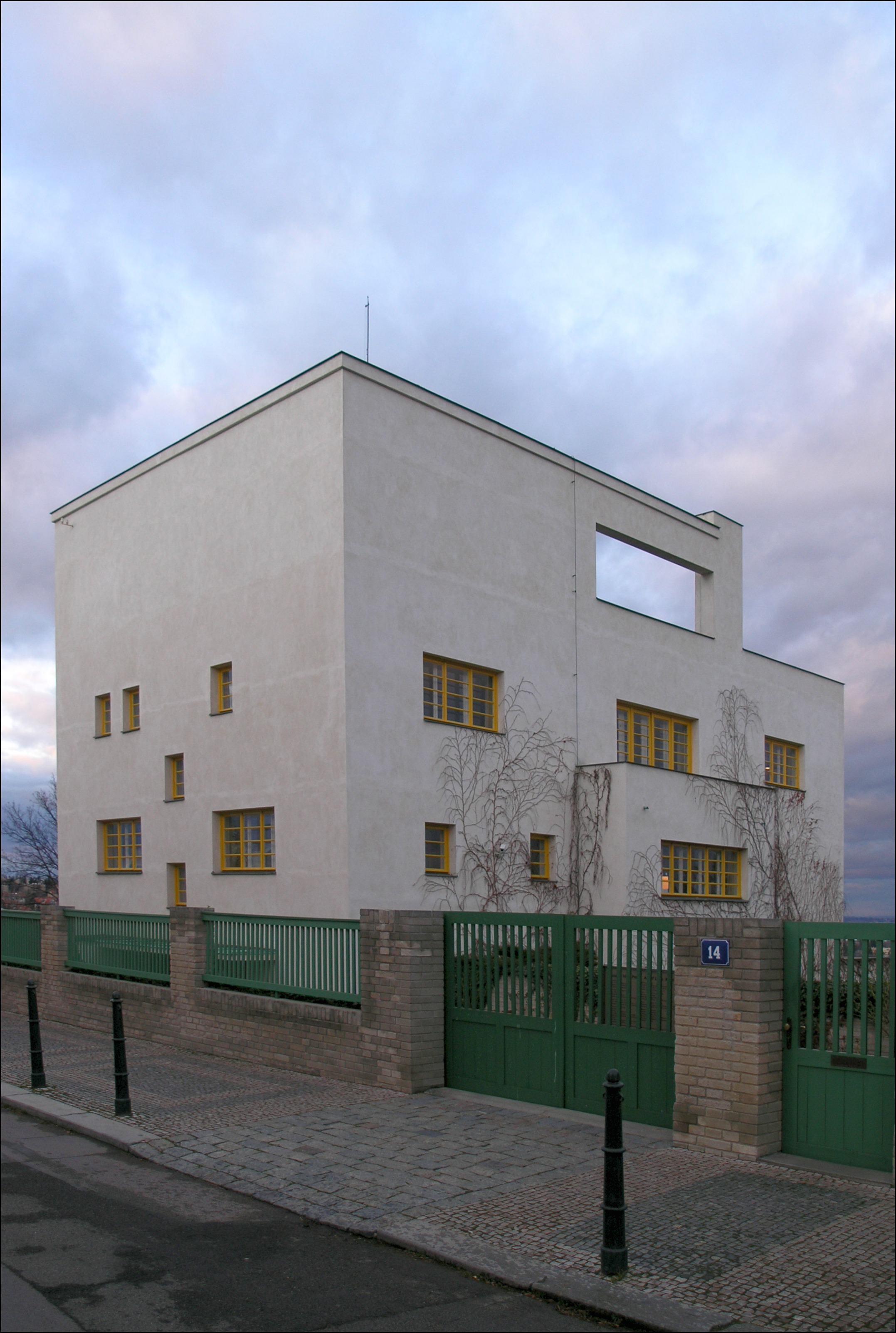
Müllerova vila

Mnoho vil na Ořechovce bylo stavěno předními českými architekty své doby a patří mezi významné stavby moderní architektury 20. let 20. století.
Například červenobílé cihlové vily od architekta Pavla Janáka ležící mezi ulicemi Cukrovarnická, Na Ořechovce a Lomená. Jsou to č. p. 492 – 496 a ve své době byli jejich majiteli např. malíři Emil Filla, Vincenc Beneš, hudební skladatel Iša Krejčí a sochař Bohumil Kafka.
Dům s č. p. 495 projektoval Ladislav Machoň pro architekta Aloise Kubíčka, tuto vilu od roku 1962 obýval Jiří Winter - Neprakta.
Dále zde jsou architektonicky významné vily architektů-urbanistů Ořechovky, které si sami navrhli. Je to čp. 488 na Macharově náměstí od Jaroslava Vondráka a např. o čp. 489 Aloise Dryáka tamtéž. Samozřejmě na Ořechovce stojí ještě mnohem více vil od předních architektů meziválečného období.
Mezi významné budovy Ořechovky patří také dominantní budova Výzkumného ústavu cukrovarnického z roku 1922 (č. p. 112), kterou projektoval Josef Záruba-Pfeffermann. Nejznámější vila Střešovic je však situována jižně od Ořechovky v areálu kolem Andělky, a to Müllerova vila č. p. 942 od vídeňského architekta Adolfa Loose, který ji celou, včetně interiérů, navrhl ve spolupráci s architektem Karlem Lhotou a se stavební firmou budoucího majitele Müller a Kapsa. Müllerova vila stojí v ulici Nad Hradním vodojemem, se zahradou do Střešovické ulice, v návaznosti na Staré Střešovice.
Roku 1923 byla na křižovatce ulic Na dračkách a V průhledu postavena zděná trafika, která sloužila svému účelu až do 60. let, v 90. letech byly zazděny dveře a okénko, stavba stojí dosud (2020).